# Carolina Marcialis
Carolina Marcialis (Genova, 4 febbraio 1991) è una pallanuotista italiana, difensore del Rapallo.

## Biografia
Talento precoce, trascorre la prima parte della sua carriera nelle file del Nervi, club col quale sale dalla Serie C alla Serie A1. Tra il 2007 e il 2010 viene convocata più volte nelle nazionali italiane giovanili, vincendo tra l'altro l'argento agli europei under-19 del 2007 e l'oro agli europei under-17 del 2008.
Il matrimonio e la maternità la portano momentaneamente ad abbandonare la carriera pallanuotistica tra il 2010 e il 2016; in seguito nella stagione 2016-2017 si accorda con la società Locatelli di Genova per riprendere a giocare dalla Serie A2. Dopo questa prima annata, torna in A1 firmando un contratto con il Rapallo, squadra con la quale arriva in finale di Coppa Italia 2019. Sempre nel 2019 ottiene la prima convocazione nel Setterosa. Nella stagione 2020-2021 e 2021-2022 indossa la calottina della C.S.S. Verona.

### Vita privata
Nel 2008 conosce il calciatore Antonio Cassano, all'epoca militante nella Sampdoria, con cui si fidanza; i due si sposano nel 2010 e dal matrimonio nascono i figli Cristopher (2011) e Lionel (2013).

## Caratteristiche tecniche
Giocatrice forte fisicamente, di base è una centrovasca con compito di marcatura sul centroboa, ma può anche essere impiegata in fase offensiva sia per la costruzione del gioco che per concludere in porta.